# Arthur MacArthur (generale)
Arthur MacArthur junior (Chicopee, 2 giugno 1845 – Milwaukee, 5 settembre 1912) è stato un generale e politico statunitense.
Divenne governatore generale delle Filippine occupate dagli americani nel 1900, ma il suo mandato terminò l'anno dopo a causa degli scontri con il governatore civile, il futuro presidente William Howard Taft. Suo figlio, Douglas MacArthur, fu uno dei cinque uomini promossi a generale a cinque stelle durante la seconda guerra mondiale. Oltre ad essere stati entrambi generali, Arthur MacArthur Junior e Douglas MacArthur si meritarono entrambi la Medal of Honor, e furono la prima coppia padre-figlio ad ottenerla.

## Gioventù
Nato a Chicopee Falls, allora parte di Springfield (Massachusetts), MacArthur fu il padre del generale Douglas MacArthur e di Arthur MacArthur III, capitano della United States Navy che si guadagnò la Navy Cross nella prima guerra mondiale. Il padre, Arthur MacArthur Senior, fu il quarto governatore del Wisconsin (anche se solo per quattro giorni) e un giudice di Milwaukee.

## Guerra civile
Quando scoppiò la guerra civile MacArthur viveva nel Wisconsin. Il 4 agosto 1862, all'età di 17 anni, fu nominato tenente e aiutante del 24º reggimento di fanteria, col quale partecipò agli scontri di Chickamauga, Stones River, Chattanooga, alla campagna di Atlanta e alla battaglia di Franklin.
Nella battaglia di Missionary Ridge del 25 novembre 1863, nel corso della campagna di Chattanooga, il diciottenne MacArthur incoraggiò i propri uomini prendendo la bandiera del reggimento e piantandola sulla cima di Missionary Ridge (35°01′07.15″N 85°15′51.02″W) in un momento critico, gridando "Per il Wisconsin". Per questo gli fu conferita la medaglia d'onore. Fu colonnello brevetto dello Union Army l'anno seguente. A soli 19 anni divenne famoso in tutta la nazione come "The Boy Colonel", il colonnello ragazzo; (da non confondere con Henry King Burgwyn, noto come "Boy Colonel of the Confederacy").
Fu promosso maggiore il 25 gennaio 1864 e tenente colonnello il 18 maggio 1865, poco prima di smettere il servizio il 10 giugno 1865.
Per il coraggio dimostrato in azione ricevette il brevetto (promozione onoraria) a tenente colonnello e a colonnello il 15 marzo 1865.

## Guerre indiane
Alla fine della guerra civile nel giugno 1865, MacArthur rinunciò all'incarico ed iniziò a studiare legge. Dopo pochi mesi decise che non era il lavoro che voleva, per cui rientrò nell'esercito. Fu reintegrato il 23 febbraio 1866 come sottotenente del 17º fanteria dell'esercito regolare, con una promozione il giorno seguente a tenente. Dato quanto fatto durante la guerra civile, a settembre fu promosso a capitano, grado che mantenne per vent'anni dato che le promozioni erano scarse in tempo di pace.
Tra il 1866 ed il 1884 il capitano MacArthur e la moglie (Mary Pinkney Hardy MacArthur) si trasferirono in Pennsylvania, New York, territorio dello Utah, Louisiana ed Arkansas. In questo periodo nacquero tre bambini:
- Arthur MacArthur III (1º agosto 1876-2 dicembre 1923)
- Malcolm MacArthur (17 ottobre 1878, 1883)[3]
- Douglas MacArthur (26 gennaio 1880, 5 aprile 1964)[4][5]

Nel 1884 MacArthur divenne comandante di Fort Selden, in Nuovo Messico. L'anno seguente prese parte alla campagna contro Geronimo. Nel 1889 fu promosso aiutante generale col grado di maggiore, e nel 1897 divenne tenente colonnello.

## Guerra ispano-americana
Nella prima parte della guerra ispano-americana MacArthur fu in Georgia. Nel giugno 1898 fu promosso temporaneamente generale di brigata nell'esercito volontario e comandò la terza spedizione nelle Filippine. Quando giunse nelle Filippine assunse il comando della 1ª brigata, 2ª divisione, VIII Corpo e li guidò nella battaglia di Manila (1898). Fu nominato maggior generale dei volontari il 13 agosto 1898.

## Guerra filippino-americana
Guidò la 2ª divisione, VIII Corpo, nel corso della guerra filippino-americana nella battaglia di Manila (1899), nella campagna di Malolos e nell'offensiva settentrionale. Quando l'occupazione statunitense delle Filippine si trasformò da battaglie convenzionali a guerriglia, MacArthur comandò il dipartimento di Northern Luzon. Nel gennaio 1900 fu nominato generale di brigata e governatore militare delle Filippine assumendo il comando dell'VIII Corpo, sostituendo il generale Elwell Stephen Otis.
Autorizzò la spedizione del generale Frederick Funston che portò alla cattura di Emilio Aguinaldo. MacArthur convinse poi Aguinaldo a smettere di combattere ed a giurare fedeltà agli Stati Uniti d'America. Fu promosso maggior generale il 5 febbraio 1901.
Dopo la guerra il presidente William McKinley lo nominò governatore militare delle Filippine, ma l'anno seguente William Howard Taft ne divenne il governatore civile. Taft e MacArthur si scontrarono spesso, tanto che alla fine MacArthur fu trasferito al comando del dipartimento del Pacifico dove divenne tenente generale.

## Ritorno negli Stati Uniti
Negli anni che seguirono gli furono affidati vari incarichi e nel 1905 fu mandato in Manciuria per osservare le fasi finali della guerra russo-giapponese ed operare come militare annesso all'ambasciata statunitense di Tokyo. Tornò in patria nel 1906 e riprese l'incarico di comandante della divisione del Pacifico. Quell'anno l'incarico di Capo di stato maggiore dell'Esercito degli Stati Uniti divenne vacante, ed egli era tra gli ufficiali più alti in grado essendo tenente generale (tre stelle). In ogni caso fu superato dal segretario di guerra William Howard Taft. Non realizzò mai il suo sogno di comandare l'intero esercito.

## Ritiro e morte
MacArthur si congedò il 2 giugno 1909, avendo raggiunto l'età di 64 anni. Fu uno degli ultimi ufficiali in servizio ad aver partecipato alla guerra civile.
MacArthur fu nominato membro del Military Order of the Loyal Legion of the United States (MOLLUS) nel 1868 col numero 648. Il 6 maggio 1908 fu nominato comandante della comanderia del Wisconsin del MOLLUS. Ne divenne vice comandante in capo il 18 ottobre 1911 e comandante in capo alla morte del retroammiraglio George T. Melville il 12 marzo 1912.
Il 5 settembre 1912 si trasferì a Milwaukee per partecipare ad una riunione della sua unità della guerra civile. Mentre era sul palco subì un attacco di cuore e morì, all'età di 67 anni. Fu inizialmente sepolto a Milwaukee lunedì 7 settembre 1912, ma fu poi spostato nella sezione 2 del cimitero nazionale di Arlington nel 1926. È qui sepolto con altri membri della famiglia, mentre il figlio Douglas scelse di venire sepolto a Norfolk (Virginia).

## Decorazioni
Tra le decorazioni militari di MacArthur vi sono la Medal of Honor, la Civil War Campaign Medal, la Indian Campaign Medal, la Spanish Campaign Medal e la Philippine Campaign Medal.
Fort MacArthur, che protesse il porto di San Pedro (California) dal 1914 al 1974 prendeva il nome dal generale Arthur MacArthur. Anche Camp MacArthur, un campo di addestramento della prima guerra mondiale a Waco (Texas) è dedicato a lui.

## Promozioni
Union Army
- Primo tenente, 4 agosto 1862
- Maggiore, 2 gennaio 1864
- Brevetto tenente colonnello e brevetto colonnello, 13 marzo 1865
- Tenente colonnello, 18 maggio 1865
- Congedato, 10 giugno 1865
- Colonnello, 13 giugno 1865

United States Army
- Sottotenente, 23 febbraio 1866
- Primo tenente, 24 febbraio 1866
- Capitano, 28 luglio 1866
- Maggiore, 1º luglio 1889
- Tenente colonnello, 26 maggio 1896
- Generale di brigata dei volontari, 27 maggio 1898
- Maggior generale dei volontari, 13 agosto 1898
- Generale di brigata dei regolari, 2 gennaio 1900
- Maggior generale, 5 febbraio 1901
- Tenente generale, 15 settembre 1906